# Dendrelaphis gastrostictus
Espèce
Synonymes
- Dendrophis gastrostictus Boulenger, 1894
- Dendrophis meeki De Rooij, 1917

Dendrelaphis gastrostictus est une espèce de serpents de la famille des Colubridae.

## Répartition
Cette espèce se rencontre en Papouasie-Nouvelle-Guinée et en Nouvelle-Guinée occidentale.

## Description
Dendrelaphis gastrostictus est un serpent arboricole diurne. Dans sa description Boulenger indique que le spécimen en sa possession mesure environ 112 cm dont 42 cm pour la queue. Son dos est bronze brun olive. Sa face ventrale est jaunâtre tacheté de noir.

## Étymologie
Son nom d'espèce vient du grec γαστήρ, gaster, « ventre », et στικτός, stiktos, « tacheté ».

## Publications originales
- Boulenger, 1894 : Catalogue of the Snakes in the British Museum (Natural History). Volume II., Containing the Conclusion of the Colubridæ Aglyphæ, p. 1-382 (texte intégral).
- De Rooij, 1917 : The Reptiles of the Indo-Australian Archipelago. II. Ophidia. Leiden (E. J. Brill), p. 1-334 (texte intégral).